# هنري هارجريفز
هنري هارجريفز (بالإنجليزية: Henry Hargreaves)‏ هو مصور نيوزيلندي، ولد في 1979 في نيوزيلندا.